# Canal de Trollhättan
O canal de Trollhättan (em sueco: Trollhätte kanal;  PRONÚNCIA) é um canal de 84 km, entre as cidades suecas de Vänersborg e Gotemburgo, conectando assim o lago Vänern ao estreito de Categate, no Mar do Norte. A maior parte do canal é constituída por uma via de água natural, o rio Gota, sendo 10 km constituídos por alargamento e aprofundamento artificial. A diferença de nível da água é de 48 metros, vencida por 6 eclusas.

## História

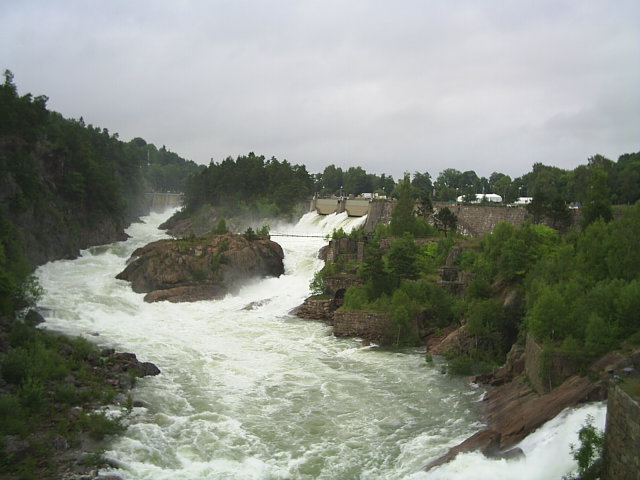
As quedas de água de Trollhättan

A passagem por barco do lago Vänern para o estreito de Categate foi durante séculos uma dificuldade intransponível devido às quedas de água de Trollhättan (Trollhättefallen), com os seus 32 m de desnível.

No século XVI, surgiram os primeiros planos de uma via de navegação entre o lago Vänern e o Mar do Norte. No século XVII começaram as obras que permitiram a abertura do canal no início do século XIX. Já no século XX, foram construídas as últimas comportas, ficando o canal de Trollhättan com a configuração atual.